# Alexander-Newski-Kathedrale (Baku)

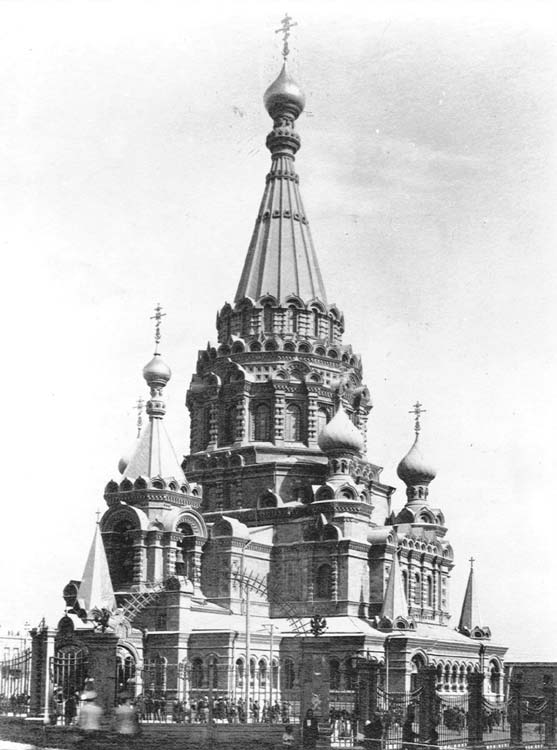
Foto der Alexander-Newski-Kathedrale in Baku

Die Alexander-Newski-Kathedrale in Baku war von 1898 bis 1936 die größte Russisch-Orthodoxe Kirche im südlichen Kaukasus.

## Geschichte
Angesichts der immer größer werdenden orthodoxen Gemeinde in Baku wurde schon 1878 vom regionalen russischen Gouverneur ein orthodoxer Kathedralenbau angeregt. Als Bauplatz ins Auge gefasst wurde ein ehemaliger moslemischer Friedhof, was allerdings zu Protesten und Verwicklungen führte. Nach zehn Jahren kam es aber doch zu einer einigermaßen einvernehmlichen Lösung, und 1888 setzte Zar Alexander III. in einer repräsentativen Zeremonie den Grundstein für die neue Kathedrale. Ihre Fertigstellung erfolgte 1898. Sie war Teil eines großen Kirchenbauprogramms. Alexander-Newski-Kathedralen entstanden damals im gesamten Zarenreich, wobei bei der Ehrung gerade dieses Soldatenheiligen politische Aspekte mitschwangen.
Die Planung der Kathedrale in Baku wurde von dem deutschstämmigen russischen Architekten Robert Marfeld und seinem polnischstämmigen Assistenten Józef Gosławski durchgeführt. Als Vorbild dienten die Basilius-Kathedrale und die Christ-Erlöser-Kathedrale in Moskau.
Während der antireligiösen Phase des Stalinismus wurde die Kathedrale 1936 als potentieller Kristallisationspunkt regimefeindlicher religiöser Kräfte mit Dynamit gesprengt. An ihrer Stelle steht heute die Bülbül-Musikakademie.